# Ларрі Берд
Ларрі Джо Берд (англ. Larry Joe Bird; 7 грудня 1956, Вест-Баден-Спрінгс, Індіана) — американський баскетболіст ірландського походження, який провів всю професійну кар'єру в клубі НБА «Бостон Селтікс». Олімпійський чемпіон (1992), чемпіон Універсіади 1977 року, 3-кратний чемпіон НБА (1981, 1984, 1986), тричі визнавався MVP сезону в НБА (1984, 1985, 1986), 10 разів входив до символічної збірної сезону (1980-88 — перша команда, 1990 — друга команда). Входить до числа 50 найкращих гравців в історії НБА. Берд є одним з найкращих білих баскетболістів в історії НБА, а також універсальним гравцем, який протягом всієї своєї кар'єри регулярно входив до десятки найкращих за результативністю, підборів і результативним передачам. Ларрі Берд є єдиним володарем нагород «Найцінніший гравець НБА», «Найцінніший гравець фіналу НБА», «Тренер року НБА» і «Менеджер року НБА».
Через п'ять років після закінчення кар'єри гравця Берд очолив клуб «Індіана Пейсерс» як головний тренер. Він тренував команду протягом трьох сезонів, після чого пішов у відставку. У 2003 році повернувся в «Бостон Селтікс», зайнявши посаду Президента з баскетбольних операцій, після сезону 2011/12 років звільнився за станом здоров'я.

## Кар'єра
Ларрі Берд народився у Вест-Баден-Спрінгс, невеликому містечку з населенням близько 2000 жителів на півдні штату Індіана, в сім'ї Джорджії (до шлюбу Кернс) і Клода Джозефа Берда, батьки Ларрі мали ірландське коріння. Він був четвертою дитиною в сім'ї, у нього було чотири брати (Майк, Марк, Едді і Фефф) і сестра (Лінда). Ларрі народився дуже слабким дитиною, з дефектом обличчя — заячою губою. У віці п'яти років він переніс операцію, від якої у нього залишився рубець (подорослішавши він став приховувати його, відростивши вуса). Берд згадував, що в дитинстві його родина потребувала грошей: «Якщо у нас був неоплачений рахунок в банку і не було взуття, мати завжди купувала взуття. Вона не платила банку, але діти були взуті».
У підлітковому віці Ларрі відправили жити до бабусі у зв'язку з тим, що в сім'ї не було достатньо коштів, щоб забезпечувати дітей. Важке становище в сім'ї ускладнювався алкоголізмом батька Ларрі, Джо Берда, який, ймовірно, страждав від посттравматичного стресового розладу після участі в Корейській війні. Він покінчив життя самогубством після оформлення розлучення 3 лютого 1975, коли Ларрі було 18 років. Після цього його мати, яка працювала офіціанткою, виховувала дітей в поодинці. Ларрі захопився баскетболом у школі, він тренувався щодня після уроків. Ще будучи школярем Ларрі був визнаний найкращим баскетболістом штату Індіана двічі поспіль (1974, 1975). У свій випускний рік Берд набирав 31 очко, 21 підбір і 9 передач в середньому за гру, виступаючи за школу Хай-Веллі, за що був включений до збірної штату.

## Університет штату Індіана
У 1974 році Берд отримав стипендію Індіанського університету (Блумінгтон) і запрошення в баскетбольну команду. Молодий чоловік не відразу зміг звикнути з розмірами кампуса і числом студентів, переходячи до нового етапу свого життя. На розчарування своєї матері, через 24 дні Ларрі покинув Індіанський університет. Берд повернувся додому під Френч-Лік, де вступив до сусіднього Інститут Нортвуді, але пішов і звідти, коли дізнався, що йому доведеться провчитися два роки, а потім ще 4 роки в коледжі. Ларрі отримав роботу в департаменті доріг [6], протягом року грав за Любительський Спортивний Союз (AAU) [7]. Після закінчення року, Берд вирішив вступати до Університету штату Індіана в Терре-Хот до тренера Бобу Кінгу.
Свій перший рік як гравець студентської команди «Індіана Стейт Сікаморз» Берд провів у глибокому запасі. З перших же ігор Ларрі прозвали «великою білою надією», а з 1975 року він отримав прізвисько «Легендарний Ларрі» [2]. На другий рік свого навчання він став лідером «Сікаморз», набираючи в середньому по 32,8 очка і роблячи 13,3 підбору за гру. Берд привів «Сікаморз» до рекордного співвідношенню перемог і поразок за всю історію команди — 25:3 [8]. У третій сезон ведені Ларрі «Сікаморз» досягли чвертьфіналів.
Перед сезоном 1978/79 головний тренер «Сікаморз» Боб Кінг переніс інсульт, його змінив помічник Білл Ходжес. Він зміг переконати Берда, якого вже задрафтавалі під 6-м номером «Бостон Селтікс», залишитися ще на рік у студентському баскетболі. У сезоні 1978/79 років команда Берда, що не зазнавши жодної поразки за весь сезон, отримала право брати участь у фінальній частині чемпіонату NCAA. У результаті «Індіана» дісталася до фіналу, де їм протистояла команда Університету штату Мічиган, ведена майбутнім суперником Берда по НБА Меджіком Джонсоном. Ця гра зібрала найчисленнішу аудиторію в історії студентського баскетболу [9]. Незважаючи на те, що Мічиган переміг Індіану 75-64, Берд завоював всі індивідуальні нагороди: звання гравця року (за версією UPI, Sporting News), призи ім. Нейсміта, Джона Вудена, Адольфа Раппа і Оскара Робертсона. За час навчання в університеті Ларрі набирав 30,3 очок в середньому за гру [5].

## 1979–1983: Миттєвий ефект
На драфті 1978 форварда Ларрі Берда вибрала під загальним 6-м номером команда «Бостон Селтікс». Він вирішив довчитися один сезон в університеті, тому прийшов у команду тільки через рік. «Селтікс» володіли правами на Берда в останній рік його навчання, і він підписав з ними контракт після закінчення своєї студентської кар'єри. У наступному сезоні НБА ввели заборону на повернення гравців у студентський чемпіонат NCAA після вибору на драфті [10].
Ларрі Берд приєднався до «Селтікс» у сезоні 1979/80 років. Ларрі Берд взяв собі 33 номер на честь свого брата, також баскетболіста, який виступав на шкільному рівні і теж носив номер з двох трійок на майці [11]. У першому своєму сезоні Ларрі допоміг «Селтікс» здобути 61 перемогу при 21 поразці, хоча роком раніше команда змогла перемогти лише в 29 матчах. У плей-оф «Бостон» поступився «Філадельфії Севенті Сіксерс» на чолі з Джулиусом Ірвінгом. В кінці сезону Ларрі Берд, який став найкращим в команді за набраними очками, підборів і перехопленнями [10], отримав нагороду новачкові року в НБА [12].
У міжсезоння команду залишив незадоволений своєю роллю Боб Макаді, натомість «Селтікс» отримали гравця «Детройт Пістонс» Майкла Леона Карра [en] — фахівця із захисту, а також права на два вибори на драфті 1980 [13]. Генеральний менеджер «Селтікс» Ред Ауербах старався, щоб команда отримувала додаткові права вибору на драфті під час вироблених їм обмінів, тому у «Селтікс» були права на 1-й і 13-й номери вибору на драфті 1980 року. Ауербах обміняв їх на Роберта Періша — центрового з «Голден Стейт Уорріорз» — і право на 3-й номер у драфті, під яким був обраний Кевін Макхейл. Тріо Періша, Берда і Макхейл в майбутньому отримало популярність, як «Велика трійка» [14].
Під керівництвом головного тренера Білла Фітч [en] баскетболісти «Селтікс» успішно закінчили сезон 1980/81 років [15]. У фіналі конференції «Бостон» другий рік поспіль зустрічався з «Філадельфією Севенті Сіксерс». Після невдалого старту серії «Селтікс» програвали 1-3, команда знайшла в собі сили зрівняти рахунок. У сьомому матчі серії «Бостон» переграв «Філадельфію» з рахунком 91:90 [16]. У фіналі чемпіонату «Селтікс» змогли здолати «Х'юстон Рокетс», у складі яких грав Мозес Мелоун в шести матчах, Берд набирав у середньому 15,3 очок, 15,3 підборів і 7,0 передачі за гру. [17]. Максвелл отримав нагороду найціннішому гравцеві фінальної серії [18]. У наступному розіграші плей-оф «Бостон» знову відігрувався з рахунку 1-3 проти «Севенті Сіксерс», але цього разу поступився у вирішальному, сьомому матчі серії [19].
У плей-оф сезону 1982/83 років баскетболісти «Селтікс», обігравши в першому раунді «Атланту» (2-1), програли у всіх чотирьох матчах півфіналу конференції «Мілвокі Бакс» [20]. Після цієї поразки Білл Фітч пішов у відставку [21].

## 1983–1987: Берд проти Джонсона
Протистояння «Селтікс» і «Лейкерс» тягнеться крізь всю історію НБА, з 1980 по 1989 щороку одна з команд виходила у фінал, але лише в 1984 році вони вперше з початку десятиліття боролися за головний титул між собою.
У сезоні 1983/84 років новим тренером «Селтікс» був призначений колишній гравець клубу Кей Сі Джонс. «Бостон» закінчив чемпіонат з 62 перемогами при 20 поразках і після трирічної перерви вийшов у фінал НБА. Дійшовши до фіналу чемпіонату, «Селтікс» зустрівся там з «Лос-Анджелес Лейкерс». Це була перша зустріч Берда з Меджіком у плей-оф з 1979 року, коли відбулася гра фіналу NCAA. Щоб подивитися п'яту гру фіналу плей-оф НБА, в «Бостон-гарден» зібралося більше десяти тисяч людей, Берд набрав в цьому матчі 34 очки і привів «Селтікс» до перемоги з рахунком 121–103. Сьома гра фіналу зібрала рекордну телеаудиторію, на очах якої Берд набрав 20 очок і 12 підбирань і приніс перемогу «Бостону» з рахунком 111–102. Ларрі Берд, набираючи в середньому 27,4 очок і 14 підбирань середньому за гру в серії, отримав нагороди найціннішому гравцеві НБА і найціннішому гравцеві фіналу НБА.
Результативність Берда зросла до 28,7 очок в сезоні 1984/85, він вдруге поспіль отримав нагороду найціннішому гравцеві НБА, а «Бостон» знову зустрівся з «Лейкерс» у фіналі. Лос-Анджелес був розгромлений у стартовій грі фінальної серії з рахунком 148–114, що увійшло в історію як «Memorial Day Massacre» — з анг. — «Бійня в День пам'яті». Але «Лейкерс» це не зломило — допомогло швидке відновлення 38-річного ветерана Каріма Абдул-Джаббара, що у результаті і допомогло перемогти «Селтікс» у шести матчах [25]. Це був перший раз, коли «Селтікс» програли «Лейкерс» у фіналі, і перший раз, коли вони програли вирішальний матч фінальної серії на домашньому паркеті «Бостон-гардена».
У міжсезоння склад «Бостона» поповнив Білл Уолтон, що прийшов з «Лос-Анджелес Кліпперс». Він був зоряним гравцем під час виступів за «Портленд Трейл Блейзерс», але з самого початку кар'єри його переслідували травми, і в «Бостоні» Уолтон став гравцем, що виходять з лавки.
«Селтікс» зразка сезону 1985/86 років були однією з найсильніших команд в історії НБА. Берд вперше виграв змагання з триочковим кидкам на Зоряному уїк-енді. «Бостон» виграв 67 ігор по ходу сезону, а на домашньому паркеті «Селтікс» здобули 40 перемог, програвши лише один матч [28]. Ларрі Берд втретє поспіль отримав нагороду найціннішому гравцеві НБА, а Уолтон виграв нагороду найкращому запасному гравцю НБА. У фіналі плей-оф «Бостон» здобув перемогу над «Х'юстон Рокетс» і в 16-й раз став чемпіоном ліги [29]. Берду майже вдався тріпл-дабл за підсумками серії (24,0 очка, 9,7 підбору, 9,5 передач) [30], а у вирішальній шостій грі він набрав 29 очок, 11 підбирань і 12 передач. Ларрі Берд отримав нагороду найціннішому гравцеві фіналу НБА вдруге.
Завдяки обміну Хендерсона «Бостон» мав право на 2-й номер вибору на драфті 1986 року. Керівництво команди ухвалило рішення обрати Лена Байаса — багатообіцяючого гравця з Меріленда [31]. Фанати вважали, що Байас стане серйозним посиленням «Селтікс» у майбутньому, але через всього 48 годин після драфту Байас загинув від передозування кокаїну [32].
Попри смерть гравця, який міг стати лідером команди в майбутньому, «Селтікс» залишалися грізною силою. «Бостон» завершив сезон 1986/87 років з показниками 59 перемог при 29 поразках і знову вийшов у фінал чемпіонату НБА [33]. У цьому сезоні Берд став першим у невеликій групі гравців за історію НБА, відомої, як «Клуб 50-40-90»: відсоток влучень у нього склав понад 0,500 з гри (0,525), понад 0,400 за триочкової лінії і понад 0,900 з лінії штрафного кидка (0,910) [34]. У фіналі «Селтікс» знову належало зустрітися з «Лейкерс». Ті перемогли «Бостон» у перших двох матчах серії, а потім команди виграли в наступних чотирьох іграх по два рази, таким чином «Селтікс» поступилися «Лейкерс» у серії з шести матчів. Наступного разу «Бостон» потрапить до фіналу лише 21 рік по тому [35]. Це був останній раз, коли Берд і Джонсон зустрілися у фіналі, подарувавши світові одне з яскравих баскетбольних протистоянь [36]. Суперництво цих двох гравців увійшло в історію. Вважається, що саме Ларрі й Меджік «врятували» НБА [41]. Попри їхнє суперництво, поза майданчиком Берд і Джонсон стали найкращими друзями. Їхня дружба розквітла, коли два гравці працювали разом над зйомками реклами для Converse, у якій вони зображували заклятих ворогів. Джонсон з'явився на прощальній церемонії Берда з приводу відходу з баскетболу 4 лютого 1993 і емоційно назвав Ларрі «другом назавжди». Багато в чому суперництво Берда і Джонсона сприяло початку відновлення інтересу до Асоціації після серії скандалів, пов'язаних з наркотиками [44], расизмом і все погіршується ставлення між власниками команд і гравцями [45] [46].

## 1988–1992: Захід кар'єри
В кінці сезону 1987/88 команду покинув Кей Сі Джонс, новим головним тренером став його помічник Джиммі Роджерс. Після шести ігор сезону 1988/89 років Ларрі Берду потрібна була операція з видалення кісткових тканин на обох п'ятах. Берд не встиг відновитися до ігор плей-оф, і баскетболісти «Селтікс» програли «Детройту» у першому раунді плей-оф.
Берд повернувся в сезоні 1989/90 років і допоміг команді здобути 52 перемоги в чемпіонаті. «Селтікс» впевнено розпочали серію проти «Нікс», здобувши дві перемоги поспіль, проте потім програли три матчі поспіль, включаючи вирішальну гру перед домашньою публікою в «Бостон-Гарден». Це було принизливою поразкою, після якої Роджерса відправили у відставку. Новим головним тренером став його помічник — колишній гравець «Селтікс» Кріс Форд.
Під керівництвом Форда «Бостон» покращив показники минулого сезону, довівши кількість перемог до 56. Берд пропустив 22 гри регулярного сезону через травми. У плей-оф гравці «Селтікс» поступилися «Пістонс» у серії з шести матчів. У плей-оф 1992 року «Бостон» програв команді «Клівленд Кавальєрс» в півфіналі конференції. Через проблеми зі спиною Берд з'являвся на майданчику всього в чотирьох іграх під час плей-оф. Наприкінці кар'єри Берд завоював золоту медаль на Олімпійських іграх 1992 року в Барселоні у складі американської Dream Team.
Перед початком сезону 1992/93 Берд вирішив, що не може продовжувати грати в НБА на належному рівні. 8 серпня 1992 він оголосив про завершення кар'єри гравця. До цього моменту Берд провів 13 сезонів у складі «Селтікс», вигравши три чемпіонські титули [10]. За час професійної кар'єри він зіграв 897 ігор, набрав 21,791 очко (в середньому 24,3 очка за гру), зробив 8974 підбору (10,0) і 5695 передач (6,3) [5].

## Суперництво з Меджік Джонсоном
Ларрі Берд і Меджік Джонсон вперше зустрілися як суперники у фіналі студентського чемпіонату NCAA 1979 року, коли команда університету штату Мічиган, за яку грав Джонсон, переграла команду Ларрі — команду Індіанського університету. Їх суперництво продовжилося в НБА і досягло свого апогею, коли «Бостон» і «Лос-Анджелес» з 1984 по 1987 роки тричі зустрічалися у фіналі. Джонсон стверджував, що для нього регулярний сезон складається з 80 звичайних ігор і 2 матчів «Селтікс» — «Лейкерс». У подібному ключі висловлювався і Берд, кажучи, що вранці першим ділом переглядав статистику гри Джонсона.
Журналісти припускали, що конкуренція між Бердом і Джонсоном була настільки зухвалої через те, що вони були абсолютно різні і жили в абсолютно різних умовах. Так, їх суперництво розглядалося як боротьба між «Селтікс» і «Лейкерс», між блискучою голлівудської життям («Шоутайм») і бостонським і Індіанським побутом синіх комірців, між чорними і білими. Дане протистояння було настільки видовищним, що вплинуло на відродження згасаючого інтересу до НБА в країні та зростання телевізійних рейтингів. Багато в чому саме завдяки цьому суперництву кабельне телебачення стало транслювати матчі НБА в повному обсязі. Разом з цією боротьбою двох майбутніх членів Залу Баскетбольної слави НБА придбала велику кількість нових фанатів. Журналіст Ларрі Шварц стверджував, що Джонсон і Берд попросту врятували НБА від банкрутства.
Незважаючи на їх суперництво на майданчику, в 1984 році Ларрі і Меджік стали близькими друзями, після зйомок у рекламі кросівок Converse. У 1992 році Джонсон був присутній на церемонії прощання Берда з НБА. Саме Берду було довірено офіційно оголосити про прийом Меджіка в 2002 році в баскетбольний Зал слави, а після церемонії Меджік назвав Ларрі «другом на все життя».

## Статистика виступів в НБА
| † | Позначає сезон, в якому Ларрі Берд ставав чемпіоном НБА |
| * | Лідер ліги                                              |

### Регулярний сезон
| Сезон             | Команда           | GP  | GS  | MPG   | FG%  | 3P%  | FT%   | RPG  | APG | SPG | BPG | PPG  |
| ----------------- | ----------------- | --- | --- | ----- | ---- | ---- | ----- | ---- | --- | --- | --- | ---- |
| 1979–80           | «Бостон Селтікс»  | 82  | 82  | 36.0  | .474 | .406 | .836  | 10.4 | 4.5 | 1.7 | .6  | 21.3 |
| 1980–81†          | «Бостон Селтікс»  | 82  | 82  | 39.5  | .478 | .270 | .863  | 10.9 | 5.5 | 2.0 | .8  | 21.2 |
| 1981–82           | «Бостон Селтікс»  | 77  | 58  | 38.0  | .503 | .212 | .863  | 10.9 | 5.8 | 1.9 | .9  | 22.9 |
| 1982–83           | «Бостон Селтікс»  | 79  | 79  | 37.7  | .504 | .286 | .840  | 11.0 | 5.8 | 1.9 | .9  | 23.6 |
| 1983–84†          | «Бостон Селтікс»  | 79  | 77  | 38.3  | .492 | .247 | .888* | 10.1 | 6.6 | 1.8 | .9  | 24.2 |
| 1984–85           | «Бостон Селтікс»  | 80  | 77  | 39.5* | .522 | .427 | .882  | 10.5 | 6.6 | 1.6 | 1.2 | 28.7 |
| 1985–86†          | «Бостон Селтікс»  | 82  | 81  | 38.0  | .496 | .423 | .896* | 9.8  | 6.8 | 2.0 | .6  | 25.8 |
| 1986–87           | «Бостон Селтікс»  | 74  | 73  | 40.6* | .525 | .400 | .910* | 9.2  | 7.6 | 1.8 | .9  | 28.1 |
| 1987–88           | «Бостон Селтікс»  | 76  | 75  | 39.0  | .527 | .414 | .916  | 9.3  | 6.1 | 1.6 | .8  | 29.9 |
| 1988–89           | «Бостон Селтікс»  | 6   | 6   | 31.5  | .471 | …    | .947  | 6.2  | 4.8 | 1.0 | .8  | 19.3 |
| 1989–90           | «Бостон Селтікс»  | 75  | 75  | 39.3  | .473 | .333 | .930* | 9.5  | 7.5 | 1.4 | .8  | 24.3 |
| 1990–91           | «Бостон Селтікс»  | 60  | 60  | 38.0  | .454 | .389 | .891  | 8.5  | 7.2 | 1.8 | 1.0 | 19.4 |
| 1991–92           | «Бостон Селтікс»  | 45  | 45  | 36.9  | .466 | .406 | .926  | 9.6  | 6.8 | .9  | .7  | 20.2 |
| Усього за кар'єру | Усього за кар'єру | 897 | 870 | 38.4  | .496 | .376 | .886  | 10.0 | 6.3 | 1.7 | 0.8 | 24.3 |

### Плей-оф
| Сезон             | Команда           | GP  | GS  | MPG  | FG%  | 3P%  | FT%  | RPG  | APG | SPG | BPG | PPG  |
| ----------------- | ----------------- | --- | --- | ---- | ---- | ---- | ---- | ---- | --- | --- | --- | ---- |
| 1980              | «Бостон Селтікс»  | 9   | 9   | 41.3 | .469 | .267 | .880 | 11.2 | 4.7 | 1.6 | 0.9 | 21.3 |
| 1981†             | «Бостон Селтікс»  | 17  | 17  | 44.1 | .470 | .375 | .894 | 14.0 | 6.1 | 2.3 | 1.0 | 21.9 |
| 1982              | «Бостон Селтікс»  | 12  | 12  | 40.8 | .427 | .167 | .822 | 12.5 | 5.6 | 1.9 | 1.4 | 17.8 |
| 1983              | «Бостон Селтікс»  | 6   | 6   | 40.0 | .422 | .250 | .828 | 12.5 | 6.8 | 2.2 | 0.5 | 20.5 |
| 1984†             | «Бостон Селтікс»  | 23  | 23  | 41.8 | .524 | .412 | .879 | 11.0 | 5.9 | 2.3 | 1.2 | 27.5 |
| 1985              | «Бостон Селтікс»  | 20  | 20  | 40.8 | .461 | .280 | .890 | 9.1  | 5.8 | 1.7 | 1.0 | 26.0 |
| 1986†             | «Бостон Селтікс»  | 18  | 18  | 42.8 | .517 | .411 | .927 | 9.3  | 8.2 | 2.1 | .6  | 25.9 |
| 1987              | «Бостон Селтікс»  | 23  | 23  | 44.1 | .476 | .341 | .912 | 10.0 | 7.2 | 1.2 | 0.8 | 27.0 |
| 1988              | «Бостон Селтікс»  | 17  | 17  | 44.9 | .450 | .375 | .894 | 8.8  | 6.8 | 2.1 | 0.8 | 24.5 |
| 1990              | «Бостон Селтікс»  | 5   | 5   | 41.4 | .444 | .263 | .906 | 9.2  | 8.8 | 1.0 | 1.0 | 24.4 |
| 1991              | «Бостон Селтікс»  | 10  | 10  | 39.6 | .408 | .143 | .863 | 7.2  | 6.5 | 1.3 | 0.3 | 17.1 |
| 1992              | «Бостон Селтікс»  | 4   | 2   | 26.8 | .500 | .000 | .750 | 4.5  | 5.3 | 0.3 | 0.5 | 11.3 |
| Усього за кар'єру | Усього за кар'єру | 164 | 162 | 42.0 | .472 | .321 | .890 | 10.3 | 6.5 | 1.8 | 0.9 | 23.8 |

## Тренерська робота
1997 року став головним тренером команди «Індіана Пейсерз», в якій пропрацював до 2000 року. Протягом перших двох сезонів роботи Берда з «Індіаною» команда доходила до Фіналу Східної Конференції, де програла спочатку «Чикаго Буллз», а за рік — «Нью-Йорк Нікс». А ось у плей-оф НБА 2000 року «Пейсерс» також дійшли фіналу конференції, де взяли реванш у «Нью-Йорка» і пробилися до Фіналу, де, утім, поступилися «Лос-Анджелес Лейкерс».
У 2003, Пейсерз найняли Берда в якості президента з баскетбольних операцій. Після сезону НБА 2011–2012, Берда було названа менеджером року НБА, він став єдиною людиною в історію НБА, яка була найцінішшим гравцем, тренером року і менеджером року. 27 червня 2012 року, за день до драфту, Берд оголосив, що покидає Пейсерз, він додав, що серед причин були негаразди зі здоров'ям. Берд повернуся в Пейсерз на посаду президента баскетбольних операцій у 2013. І знов звільнився в 2017, але залишився з командою в якості радника.

### Тренерська статистика
| Команда           | Сезон   | G   | W   | L  | W–L% | Місце              | PG | PW | PL | PW–L% | Результат                    |
| ----------------- | ------- | --- | --- | -- | ---- | ------------------ | -- | -- | -- | ----- | ---------------------------- |
| «Індіана Пейсерз» | 1997–98 | 82  | 58  | 24 | .707 | 2-е в Центральному | 16 | 10 | 6  | .625  | Програш у Фіналі Конференції |
| «Індіана Пейсерз» | 1998–99 | 50  | 33  | 17 | .660 | 1-е в Центральному | 13 | 9  | 4  | .692  | Програш у Фіналі Конференції |
| «Індіана Пейсерз» | 1999–00 | 82  | 56  | 26 | .683 | 1-е в Центральному | 23 | 13 | 10 | .565  | Програш у Фіналі НБА         |
| Усього            |         | 214 | 147 | 67 | .687 |                    | 52 | 32 | 20 | .615  |                              |